# Attenuizomus radon
Espèce
Synonymes
- Apozomus radon Harvey, 1992

Attenuizomus radon est une espèce de schizomides de la famille des Hubbardiidae.

## Distribution
Cette espèce est endémique du Territoire du Nord en Australie,. Elle se rencontre vers Radon Creek.

## Description
La femelle holotype mesure 3,41 mm et le mâle paratype 4,18 mm.

## Étymologie
Son nom d'espèce lui a été donné en référence au lieu de sa découverte, Radon Creek.

## Publication originale
- Harvey, 1992 : The Schizomida (Chelicerata) of Australia. Invertebrate Taxonomy, vol. 6, no 1, p. 77-129.